# Breyden

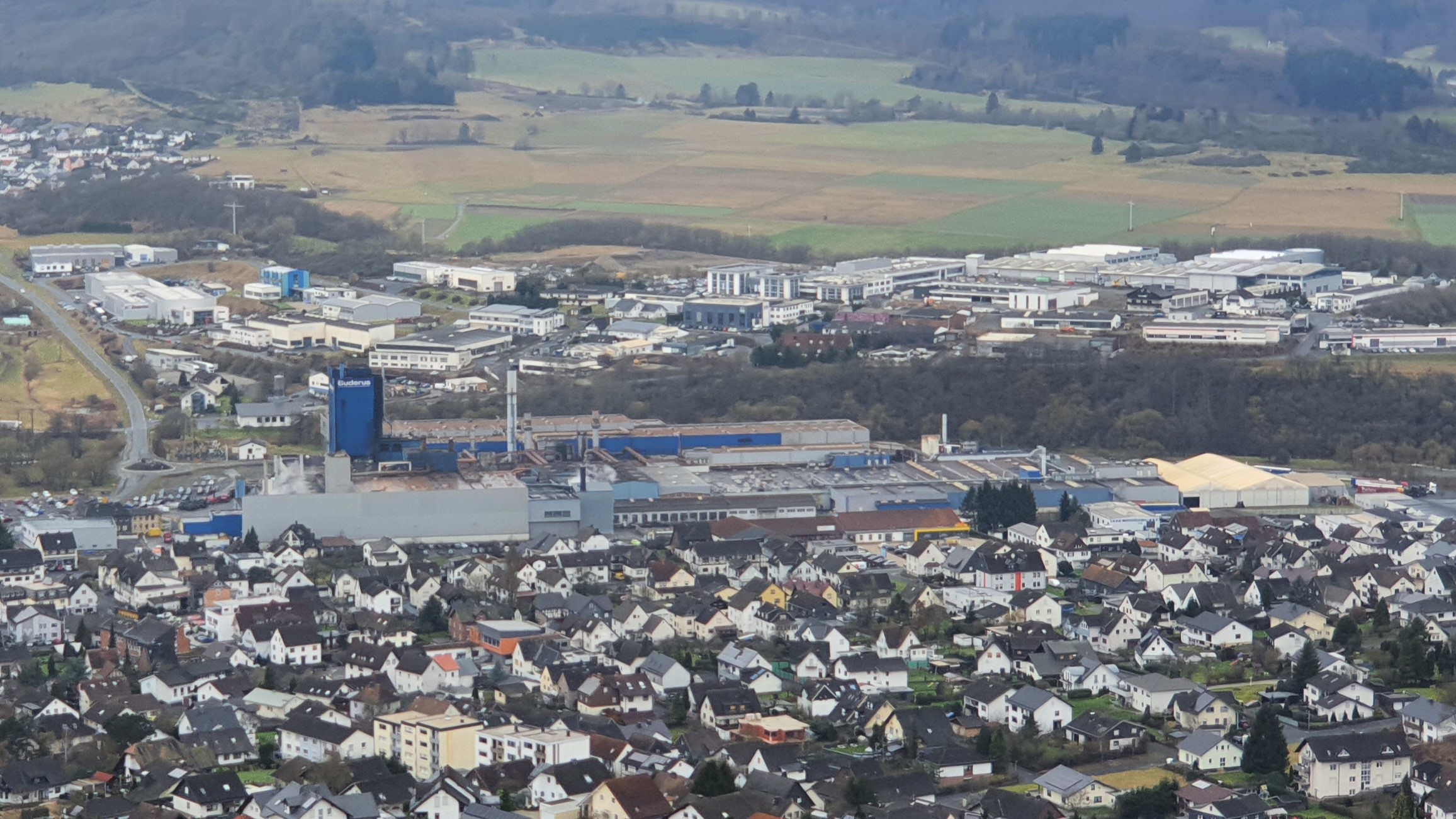
Das Gelände von Breyden in Breidenbach vom Jubiläums-Aussichtsturm aus (2024)

Die Breyden GmbH ist ein deutsches Unternehmen mit Kerngeschäft im Bereich der Entwicklung und Fertigung von Bremsscheiben. Breyden, heute Teil der Aequita-Gruppe, ging aus der Tochter Buderus Guss GmbH der Buderus AG hervor und war als solche von 2003 bis 2024 Teil der Bosch-Konzerns. Zwischenzeitlich galt das Unternehmen als führender Bremsscheibenhersteller in Europa. Sein Ursprung reicht bis ins Jahr 1913 zurück, in dem der Hessen-Nassauische Hüttenverein die Breidenbacher Hütte, Vorläufer des heutigen Stammwerks und Sitzes in Breidenbach im Hessischen Hinterland, gründete. Der 1978 im Werk errichtete Turm der Formsandaufbereitung gilt bis heute als Wahrzeichen des mittelhessischen Dorfes.
Breyden verfügt heute über Standorte in Breidenbach und Biedenkopf-Ludwigshütte sowie Lollar. Das Unternehmen hat, Stand 2024, 830 Mitarbeiter, davon 600 an den in Breidenbach und Ludwigshütte und 230 in Lollar.

## Geschichte

### Gründung durch den Hessen-Nassauischen Hüttenverein (1913–1935)
Nachdem die meisten Hochofenwerke Ende des 19. Jahrhunderts von der Roheisengewinnung zur Eisenverarbeitung übergegangen waren, entschied die Geschäftsführung des Hessen-Nassauischen Hüttenvereins, das Roheisen des gerade fertiggestellten Hochofenwerkes in Oberscheld, in einem neu zu errichteten Gusseisenwerk zu verarbeiten. Die Wahl des zentralen Standortes fiel auf Breidenbach und so führte diese Entscheidung maßgeblich zur Verlängerung der Scheldetalbahn von Oberscheld über Breidenbach nach Wallau, die künftig das Erzförderrevier an der Dill mit den verarbeitenden Betrieben an der oberen Lahn verknüpfte. Mit der Eröffnung der Strecke Ende April 1911 konnte der Hüttenverein schließlich mit der Errichtung des Werks beginnen.
Im Jahr 1913 gründete der Hessen-Nassauische Hüttenverein das heutige Stammwerk in Breidenbach.  Dieses „Breidenbacher Hütte“ genannte Werk konnte 1915 mit Kupolofen und Stahlwerk in Betrieb genommen werden. Zunächst wurden dort Gehäuse für Elektromotoren, Eisenbahnräder, Laufräder für Kräne und Rüstungsgüter produziert.
Die Kriegszeit zwang das Unternehmen neben dem Kupolofenbetrieb auch ein Stahlwerk mit zwei Konvertern zu errichten. Nach Ende des Ersten Weltkriegs wurde die Stahlerzeugung aufgegeben und die Produktion auf Grauguss, Maschinenguss und Potterieguss (z. B. für Elektromotoren, Herd- und Ofenfabrikation) umgestellt. 1925 hatte das Werk 180 Beschäftigte und der Export von Gasherdteilen begann.

### Übernahme durch Buderus und weitere Entwicklung (1935–2003)
Im Zuge der Weltwirtschaftskrise ab 1929 wurden die Nachteile der Organisationsweise des Hüttenvereins deutlich. Die Krise führte dazu, dass das Werk Breidenbach zusammen mit dem gesamten Hessen-Nassauischen Hüttenverein zum 1. Dezember 1935 auf den Buderus-Konzern (damals Aktiengesellschaft Buderus’sche Eisenwerke) aus Wetzlar überging. Unter dem neuen Eigentümer florierte das Werk und wurde 1937/38 weiter ausgebaut. 1938 betrug die Jahresleistung von Gusserzeugnissen bereits 700 Tonnen.
Der Zweite Weltkrieg beendete die Produktion nahezu gänzlich. Das Breidenbacher Werk diente vornehmlich der Unterbringung von Kriegsgefangenen und Zwangsarbeitern. Die bevorstehende Schließung nach dem Krieg konnte durch die Idee verhindert werden, Betonwaren und Bausteine herzustellen, die im zerstörten Land dringend benötigt wurden. 1946 konnte die Gießerei mit 133 Beschäftigten wieder langsam mit der Produktion beginnen. Es folgte  ein rasanter Aufschwung, sodass zu Beginn der Währungsreform 1948 bereits rund 300 Mitarbeiter etwa 2.000 Tonnen Guss erzeugten.
Ab 1949 erfolgte die Konzentration auf die Rolle als Zulieferbetrieb für die Automobilindustrie. Es wurden folgend Elektromotoren, Kupplungsgehäuse und Auspuffkrümmer hergestellt und es wurden erste massive Bremsscheiben und Bremstrommeln produziert. In den 1950er Jahren begann das Werk mit der zügigen Automatisierung aller Anlagen, so dass Ende der 1960er u. a. 40.000 in Serienfertigung hergestellte Pumpengehäuse an die Automobilindustrie geliefert werden konnten.
Mit zunehmendem Arbeitskräftemangel kamen etliche Flüchtlinge aus der DDR, später auch Gastarbeiter aus vielen Ländern nach Breidenbach, die schnell dort heimisch wurden.

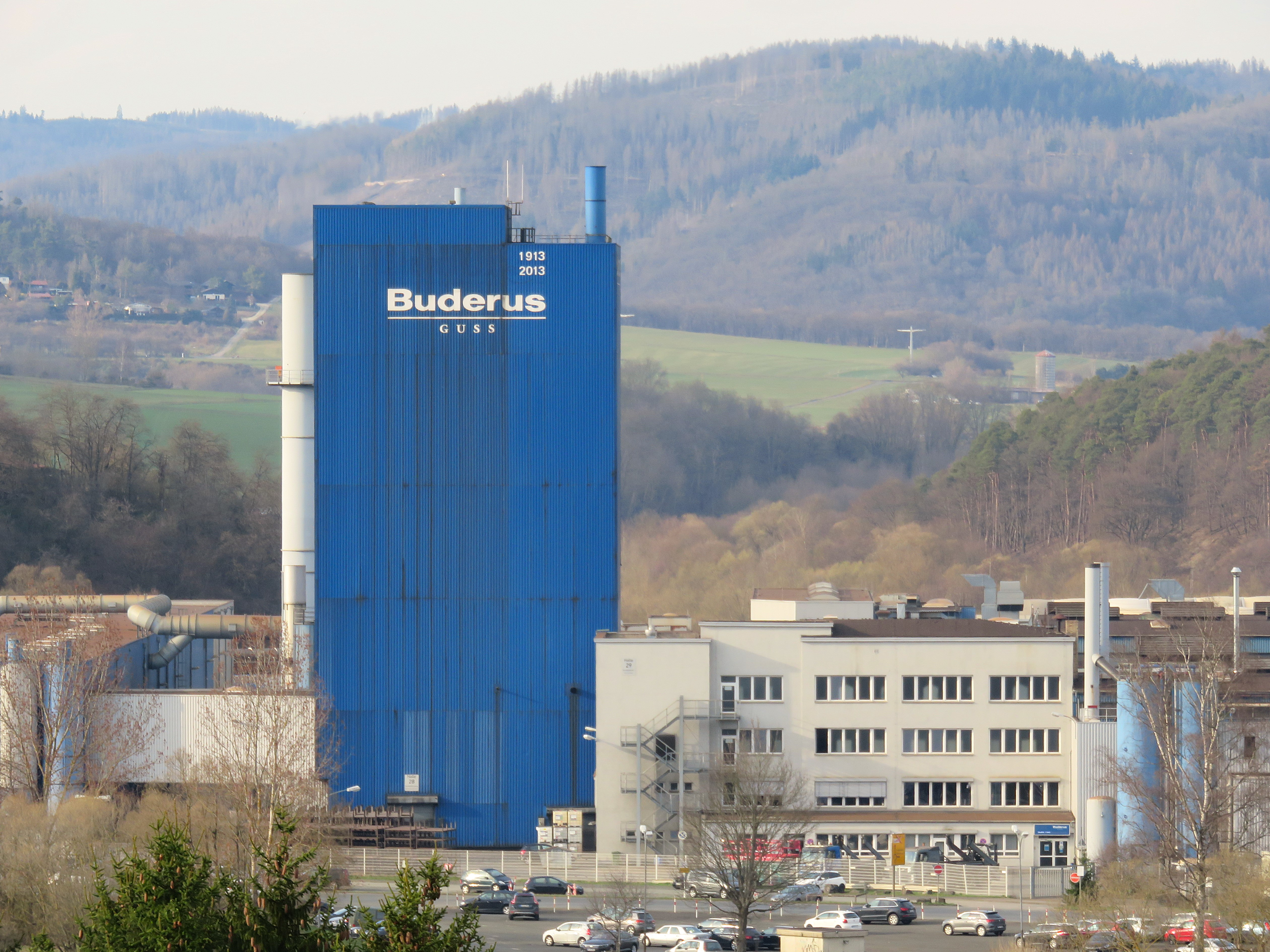
Der 1978 errichtete Turm der Formsandaufbereitung, bis heute ein Wahrzeichen Breidenbachs (2021)

Eine weitere Neuausrichtung begann 1963 mit der Lieferung von Bremsscheiben an die Opel AG, die weitere Investitionen in neue Anlagen erforderte. Mit der Rezession Mitte der 1960er Jahre wurde die gesamte Bearbeitungskapazität auf die Amalienhütte bei Bad Laasphe verlegt, kam 1969 aber wieder in das Werk Breidenbach zurück. Durch Zusammenlegung verschiedener Gießereibereiche des Buderus-Konzerns und einem großen Investitionsaufwand baute die Buderus AG das Werk in Breidenbach zur modernsten und leistungsfähigsten Seriengießerei des Konzerns aus. Ein erheblicher Teil der Investitionen entfiel auf Umweltschutzmaßnahmen. Technischer Höhepunkt war die 1978 errichtete neue Formsandaufbereitung, dessen Turmbau mit 44,3 Metern Höhe zum Wahrzeichen von Breidenbach wurde. Die Jahresproduktion betrug jetzt rund 43.200 Tonnen, die Mitarbeiterzahl 764.
Ende der 1970er entschied das Unternehmen, die Herstellung von Bremsscheiben und Bremstrommeln zum Kerngeschäft auszubauen. Bis Ende der 1980er-Jahre nutzte Buderus Guss eine grüne Krauss-Maffei M 250 B (Fabriknummer 19276, Baujahr 1966), bezeichnet mit „Buderus 6“ für den betriebsinternen Werkverkehr. Die am 4. Juli 1967 die Buderus AG ausgelieferte Lok kam anschließend zur Westfälischen Lokomotiv-Fabrik Reuschling in Hattingen.
Ab 1991 wurde das Werk in Breidenbach konsequent für die Spezialisierung auf Bremsenteile ausgebaut.
Die Krise der Automobilindustrie 1992/93 brachte zunächst einen Rückschlag mit langer Kurzarbeit, aber durch Ausfall eines Mitbewerbers bot VW dem Werk dessen Kapazitäten an, was wieder einen Aufschwung brachte. Die Zertifizierung nach DIN- und EN-Norm sowie die Auszeichnungen amerikanischer und deutscher Automobilhersteller sicherten den Auftragsbestand. 1997 wurden rund neun Millionen Teile gefertigt. Das Werk in Breidenbach war zum führenden Bremsscheibenhersteller in Europa geworden.
Aufgrund der Entscheidung von Opel, Großaufträge an den Gussbereich von Buderus zu vergeben, entschied der Konzern, die dazu notwendige Produktion im Werk Breidenbach auszuführen und dazu eine weitere Werkeinheit zu errichten. Für 73 Millionen DM sollte im Jahr 2002 das Werk mit dem Projektnamen „Epsilon“ fertiggestellt sein. Für den Absatz von 14 Millionen Bremsscheiben war ein Umsatz von 220 Millionen DM anvisiert. Nach Fertigstellung lieferte das Werk 2003 über vier Millionen Gussteile und hatte etwa 600 Mitarbeiter.
Seit der Einstellung des Güterverkehrs auf dem verbliebenen der Scheldetalbahn zwischen Niedereisenhausen und Breidenbach wurden die ehemaligen Bahnhofsgleise in Breidenbach durch Buderus Guss als Werksgleise verwendet. Das Unternehmen kaufte auch den Bahnhof. Zum Fahrplanwechsel am 15. Dezember 2002 wurde im Zuge des Programms „MORA C“ von DB Cargo schlussendlich auch der zuletzt nur noch geringe Güterverkehr zu Buderus Guss eingestellt und die Strecke in den Folgejahren demontiert.
Noch nach der Einstellung, bis zum 5. Oktober 2004, lief werksintern eine Köf II (Köf 6141 / 323 998-5) mit zwei Haus-Zu-Haus-Behälter-Tragwagen innerbetrieblich zwischen Kokslagerplatz und Ofen. Später gelangte diese zum 31. Juli 1995 an Buderus gekommene Maschine über einen Münchner Schrotthändler zum Bahnpark Augsburg und ist dort heute als Museumsobjekt ausgestellt.

### Als Teil des Bosch-Konzerns (2003–2024)

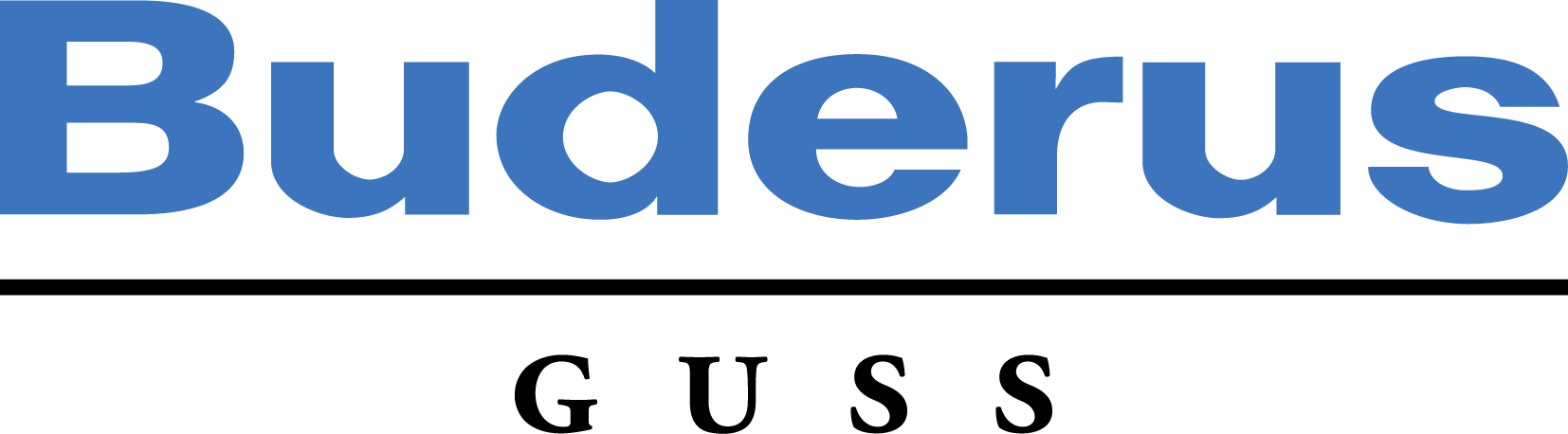
Das Logo der Buderus Guss GmbH.

Im Jahr 2003 wurde die bisherige Tochter Buderus Guss GmbH der Buderus AG mit der Übernahme des gesamten Konzerns Teil der Robert Bosch GmbH. Während der Großteil der Tochter 2005 durch Orlando Management gekauft wurde, verblieb die Sparte Bremsscheiben am Standort Breidenbach als eigenständige Tochtergesellschaft im Geschäftsbereich „Chassis Systems Control“ unter dem Dach der Robert Bosch GmbH und firmierte weiter unter Buderus Guss GmbH.
Neue Bremsscheiben, die den Feinstaubabrieb verringern und Großaufträge aus der japanischen Automobilindustrie, die nach schwierigen Audit- und Zertifizierungsverfahren zustande kamen, brachten neue Absatzrekorde und führten 2004 zur Inbetriebnahme einer neuen Bearbeitungsstrecke. 2007 ging die Ludwigshütte bei Biedenkopf, die bereits zuvor Teil von Buderus gewesen war, als Zweigwerk in die Buderus Guss GmbH auf.
Die Weltfinanzkrise von 2008/09 konnte durch die Entwicklung einer Leichtbaubremsscheibe für Fahrzeuge mit Aluminium-Karosserien schnell überwunden werden. Bereits ein Jahr später wurde mit 120.000 Tonnen Guss eine Produktionssteigerung von 30 % erreicht.
Im Jahr 2016 investierte Buderus Guss rund eine Million Euro in eine neue Leichtbauhalle für die Lagerung von Rohgussteilen in Breidenbach. Der Standort Ludwigshütte fungiert seit 2016 als „Technologiezentrum“ für die Entwicklung und Fertigung der beschichteten Bremsscheibe „iDisc“ (siehe unten). So erhielt er im März 2018 eine neue robotergestützte Beschichtungsanlage, die die Hartmetallbeschichtung auf die Reibringe der „iDisc“ aufträgt. Diese Investition in Höhe von 1,6 Millionen Euro verdoppelt die Beschichtungskapazität und gewährleistet den Hochlauf der „iDisc“ in der Serienfertigung. Eine weitere Anlage ist seit 2019 in Betrieb. 2018 hatten die Werke in Breidenbach und Ludwigshütte 800 Mitarbeiter.

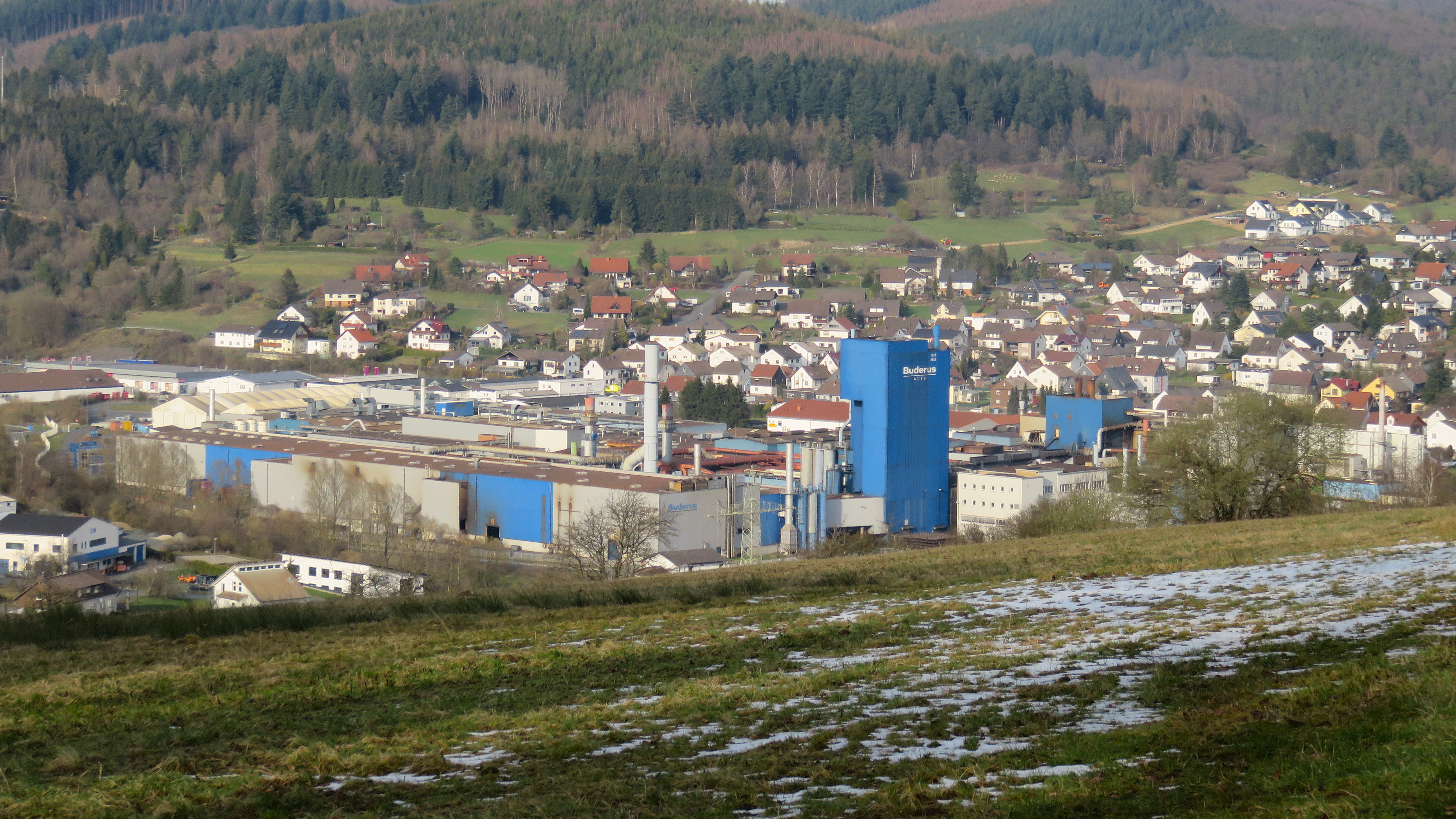
Das Werk Breidenbach vom Kahn aus (2021)

Ab 2017 war die Robert Bosch Lollar Guss GmbH Kooperationspartner von Buderus Guss. Sie fertigte in einer erweiterten Gießerei in Lollar bei Gießen hauptsächlich Pkw-Bremsscheiben größerer Dimensionen. Die Standorte Breidenbach, Ludwigshütte und Lollar waren bei Bosch in der Gießerei- und Bremsscheibensparte zusammengefasst.

### Verkauf an Aequita (2024)
Anfang Februar 2024 veräußerte Bosch nach gut drei Jahren Verhandlung genau diese Gießerei- und Bremsscheibensparte an die 2018 gegründete Münchener Private-Equity-Gesellschaft Aequita. Die Übernahme wurde zum 1. Mai 2024 abgeschlossen. Neben der Buderus Guss GmbH mit dem Standort in Breidenbach und dem Zweigwerk Ludwigshütte, die nun seit dem 28. Oktober 2024 unter Breyden GmbH firmiert, gehörte zu dieser Sparte also noch die Robert Bosch Lollar Guss GmbH in Lollar bei Gießen, die nun als Breyden Lollar GmbH (zwischenzeitlich Lollar Guss GmbH) zum Unternehmenskomplex gehört. Vor der Übernahme produzierte Buderus Guss 20 Mio. Gussteile bei einer Schmelzkapazität von 260.000 Tonnen pro Jahr.
Der Name „Buderus“ war tief im Hinterländer Sprachgebrauch eingebrannt, Aequita wollte sich von diesem trennen. Auch die am Stammwerk vorbeiführende Straße wurde danach benannt, behält ihren Namen jedoch auch nach der Unternehmensumbenennung. Der neue Name soll die Verbundenheit zu Breidenbach (im Jahr 1433 als Breydenbach urkundlich erwähnt) und der Region ausdrücken und zugleich international wirken.
Bosch erklärte den Verkauf damit, dass es zu wenig Synergien mit anderen Geschäftsfeldern gebe. Aequita möchte alle drei Standorte erhalten, jedoch könne es zu einem Stellenabbau kommen. Die Investorengruppe will das Gießereigeschäft bis Ende 2026 komplett nach Breidenbach verlegen, dort sind erhebliche Investitionen geplant. In Lollar soll als Ersatz für die Gießerei dann ein „Kompetenz- und Fertigungszentrum“ für die Oberflächenbeschichtung von Bremsscheiben entstehen. Im Rahmen eines „Transformationskonzepts“ will Aequita eine zweistellige Millionensumme in die neue Breyden GmbH investieren. Der CO2-Ausstoß soll bis 2026 durch das Ersetzen eines Kupolofens durch eine E-Ofen reduziert werden. Zusätzlich investiert Breyden in die Fertigung der beschichteten Bremsscheiben (siehe Portfolio).
Damit die Firma Breyden ihr Betriebsgelände künftig weiter vergrößern kann, wurde eigens der Verlauf der geplanten Breidenbacher Umgehungsstraße weiter von der Wohnbebauung weggeschoben. Im dadurch gewonnenen Zwischenraum sollen weitere Anlagen möglich werden.

## Portfolio
Die Breyden GmbH stellt in Breidenbach und Ludwigshütte in erster Linie Bremsscheiben für die Automobil- und Schwerlastindustrie her (11 Millionen Stück pro Jahr), so neben konventionellen und Leichtbaubremsscheiben als technologische Neuerung auch hartmetallbeschichtete Bremsscheiben ohne Feinstaubabrieb, die unter dem Namen „iDisc“ u. a. mit dem Deutschen Innovationspreis 2018 ausgezeichnet sind. Geplant ist außerdem eine weiterentwickelte „iDisc II“, die in Ludwigshütte als „Entwicklungs-Kompetenzcenter“ entwickelt wird. In Lollar werden Gussteile für Schiffsmotoren, Pumpen und andere Motoren und Maschinen hergestellt.